# Liste deutscher Stadtgründungen/17. Jahrhundert
Die Liste deutscher Stadtgründungen im 17. Jahrhundert enthält Orte, die im 17. Jahrhundert gegründet oder erstmals urkundlich erwähnt wurden und später zu Städten wurden.
- 1607 Neuhaus am Rennweg, Gründung infolge des Baus einer Glashütte
- 1617 Glückstadt
- 1621 Friedrichstadt
- 1654 Johanngeorgenstadt, Gründung als Exulantenstadt
- 1670 Neu-Salza, heute Neusalza-Spremberg, entwickelte sich zur Exulantenstadt, kurfürstlich-sächsisches Stadtprivilegium vom 12. Januar
- 1686 Neustadt Erlangen, Gründung als eigenständige Hugenottenstadt, seit 1701 Christian-Erlang, 1812 Zusammenlegung mit der Altstadt zum heutigen Erlangen
- 1699 Bad Karlshafen, Gründung als Ausgangspunkt eines von der Weser abgehenden Kanales
- 1699 Neu-Isenburg, Gründung als Hugenottenstadt

## Verleihung der Stadtrechte
Folgende Orte bekamen im 17. Jahrhundert die Stadtrechte verliehen:
- 1603 Husum
- 1607 Mannheim, durch Kurfürst Friedrich IV.
- 1616 Baruth/Mark
- 1617 Altenau
- 1638 Gebesee
- 1651 Kranichfeld
- 1651 Lehesten
- 1653 Neuwied
- 1655 Jöhstadt
- 1664 Doberlug, 2. Mai
- 1665 Schirgiswalde, urk. Ersterwähnung 1376, seit 1. Januar 2011 im Verbund mit Kirschau und Crostau Stadt Schirgiswalde-Kirschau
- 1669 Wilthen, Stadtrechtsverleihung durch Kurfürst Johann Georg II., urkundliche Ersterwähnung 1222